# Ignace Abdallah II d'Antioche
Ignace Abdallah II (arabe : إغناطيوس عبد الله الثاني صطوف الصدي ; syriaque :  ܩܕܝܫܘܬܗ ܕܡܪܢ ܦܛܪܝܪܟܐ ܡܪܝ ܐܝܓܢܐܛܝܘܣ ܥܒܕܠܠܗ ܬܪܝܢܐ), né le 7 juin 1833 à Sadad et mort le 17 juillet 1916 à Jérusalem, fut patriarche syriaque orthodoxe d'Antioche et de tout l'Orient du 18 août 1906 au 26 novembre 1916.

## Biographie
Devenu moine très jeune, il fut ensuite ordonné prêtre. En 1870, il visita la région de Tur Abdin et nota les noms des villages, des monastères, des églises, du clergé et des familles vivant dans la région.
Il fut nommé archevêque syriaque orthodoxe de Jérusalem en 1872, prenant le nom de Gregorios. En août 1874, il voyage en Grande-Bretagne afin de persuader le gouvernement britannique d'assister son Église en Inde. À son retour, il fut ordonné évêque de Homs puis de Hama. En 1905, il préside un courant protestataire contre les décisions du patriarche Ignace Abdulmessiah II qui a réussi à le destituer. En 1906, il fut élu 118e primat et patriarche de l'Église syriaque orthodoxe.

## Décorations
- Première classe de l'Ordre du Médjidié ;
- Première classe de l'Ordre de l'Osmaniye ;
- Membre de l'Ordre de l'Empire britannique.